# موساشیگائوکا
موساشی گائوکا (به ژاپنی: 武蔵ヶ丘 むさしがおか); نام مکان و مجتمع مسکونی در بخش کیتا، شهر کوماموتو و شهر کیکویو در استان کوماموتو است. این یکی از مناطق مسکونی و مجتمع‌های مسکونی نماینده در منطقه شهری کوماموتو است. نام مکان موساشی از نام موساشیزوکا در استان آیچی، یک مکان تاریخی در ارتباط با میاموتو موساشی، واقع در نزدیکی مسیر استانی ۳۳۷، گرفته شده است.
واقع در قسمت شمال شرقی شهر کوماموتو. این منطقه تپه ای است که در تراس رودخانه در کرانه شمالی رود شیراکاوا (استان کوماموتو) در انتهای غربی فلات کوشی واقع شده است. اگرچه بالای تپه بیشتر مسطح است، اما زمین کمی دارای پستی و بلندی به سمت سوزوکاکدای، شهر کوشی در شمال است.

## پارک موساشیزوکا
موساشی میاموتو، شمشیرباز چیره‌دست با دو شمشیر، سال‌های آخر عمر خود را در استان کوماموتو گذراند و در سن ۶۲ سالگی در خانه اش در قلعه چیبا در کوماموتو درگذشت. در دوره ای که در کوماموتو بود، او به عنوان مهمان هوسوکاوا تاداتوشی، ارباب قلمروی هیگو دعوت شد و «کتاب پنج حلقه» را در غاری به نام ریگاندو در کوه کامل کرد. گفته می‌شود که او مدتی را در این غار سپری کرد. بر اساس وصیتش مبنی بر اینکه می‌خواهد حتی پس از مرگ مراقب ارباب خود هوسوکاوا باشد، مقبره‌ای در امتداد اوتسو کایدو (مسیر استانی فعلی ۳۳۷) ساخته شد، جایی که صفوف سانکین کوتای از آنجا عبور می‌کرد، و اینجا اکنون «پارک موساشیزوکا» است. قبرهای میاموتو موساشی در چندین مکان دیگر در شهر کوماموتو و همچنین در چندین مکان خارج از استان کوماموتو وجود دارد که عظمت او را نشان می‌دهد. همچنین یک مجسمه برنزی از موساشی که دو شمشیر در دست دارد در پارک وجود دارد و یک پارک آرام با فضای سبز فراوان از جمله یک باغ ژاپنی و یک اتاق چای است.